# ドクガ科
ドクガ科（ドクガか）とは、昆虫綱チョウ目に属する科である。
漢字にすると毒蛾だが、毒を持つ種は少数である。成虫は前足を前に伸ばして止まる種が多い。羽一面が白いか、それに近い種もいる。一部の秋に出現する種ではメスの羽が退化、オスと形態が大きく異なる。幼虫は毛虫で、多くは背中の一部に瘤状の盛り上がりと、ブラシのような毛束が並んでおり、黒地に赤やオレンジといった派手な配色である。

ドクガ科の学名はLymantriidae、マイマイガ属の学名はLymantriaであることより、日本語でいうドクガ科は世界ではマイマイガ科といったニュアンスでとらえられていることが判る。

## 毒性
主要な害虫種であるドクガやチャドクガなどドクガ属に属する種は、一生を通して毒針毛（どくしんもう）を持つ。これらの種の毒針毛は長さ0.1 - 0.2mmほどで幼虫の主に背中にある毒針毛叢生部（そうせいぶ）に束になって生えているが非常に抜け易い。繭にも毒針毛が付着している。成虫にもその毒針毛が付着しているため、成虫に触ると毛が刺さる。メスは、卵に幼虫期の毒針毛を擦り付けるため、卵も触ってはならない。中には、マイマイガのように1齢幼虫の時期しか毒針毛を持たない種もある。毛が刺さった場合は、そこを触らずにセロハンテープなど粘着物で毛を取り除き、水で洗い流した後抗ヒスタミン剤を塗る。
冒頭でも述べたように、毒のある種は少ないのにドクガと名付けられたのは、蛾の中で唯一成虫にも毒のある種を含み、なおかつそれらに遭遇する機会が多いためと思われる。和名が幼虫に毒のあることを連想させず、色彩も保護色的なカレハガ類とは反対の境遇であろう。英名もTussock moth（訳すとフサガ。幼虫の背中の毛束に因んでいると思われる）で、毒があることに因んでいない。

## 日本産の主な種類
- ドクガ
- チャドクガ
- キドクガ
- モンシロドクガ
- ブドウドクガ
- マメドクガ
- スゲドクガ
- リンゴドクガ
- ヒメシロモンドクガ
- コシロモンドグガ
- スギドクガ
- ダイセツドクガ
- マイマイガ
- カシワマイマイ
- ノンネマイマイ
- キアシドクガ
- ヒメキアシドクガ

（日本産全種のリスト）